# 군누이역
군누이역(일본어: 国縫駅 쿤누이에키[*])은 일본 홋카이도 야마코시 군 오샤만베정에 있는 홋카이도 여객철도 하코다테 본선의 철도역이다. 현재는 폐선된 세타나 선이 접속했었다.

## 역 구조
2면 3선의 승강장이 있는 지상역이다. 오샤만베 방면 승강장은 과선교로 이어져있다. 3번 승강장은 과거에 세타나 선이 사용하던 승강장이다. 오샤만베역에서 관리하는 무인역이다.

### 승강장
| 1     | ■ 하코다테 본선 | 모리 · 오누마 · 하코다테 방면 |
| 2 · 3 | ■ 하코다테 본선 | 오샤만베 방면                 |

## 역 주변
- 야쿠모 경찰서 군누이 주재소
- 군누이 우편국
- 오샤만베 정립 군누이 초등학교
- 군누이 어항

## 역사
- 1903년 11월 3일 - 홋카이도 철도의 일반역으로 개업.
- 1907년 7월 1일 - 홋카이도 철도 국유화.
- 1929년 12월 13일 - 세타나 선 개통.
- 1984년 2월 1일 - 화물 취급 및 수하물 취급 폐지.
- 1987년 3월 16일 - 세타나 선 폐지.
- 1987년 4월 1일 - 일본국유철도 분할 민영화로 홋카이도 여객철도가 계승.
- 1992년 4월 1일 - 간이 위탁 폐지, 무인화.
- 2007년 10월 - 역 번호 부여. H49.

## 인접한 역
| 홋카이도 여객철도 하코다테 본선 | 홋카이도 여객철도 하코다테 본선 | 홋카이도 여객철도 하코다테 본선 |
| ------------------------------- | ------------------------------- | ------------------------------- |
| H51 구로이와 하코다테 방면      | ■ 하코다테 본선                 | H48 나카노사와 오샤만베 방면    |